# Stor-Habborn
Stor-Habborn är en sjö i Kramfors kommun i Ångermanland och ingår i Indalsälvens huvudavrinningsområde. Sjön har en area på 0,284 kvadratkilometer och ligger 239,1 meter över havet. Sjön avvattnas av vattendraget Viksjöån. Vid provfiske har bland annat abborre, gers, gädda och lake fångats i sjön.

## Delavrinningsområde
Stor-Habborn ingår i det delavrinningsområde (697691-158437) som SMHI kallar för Utloppet av Stor-Habborn. Medelhöjden är 320 meter över havet och ytan är 4,23 kvadratkilometer. Räknas de 4 avrinningsområdena uppströms in blir den ackumulerade arean 17,94 kvadratkilometer. Viksjöån som avvattnar avrinningsområdet har biflödesordning 4, vilket innebär att vattnet flödar genom totalt 4 vattendrag innan det når havet efter 57 kilometer. Avrinningsområdet består mestadels av skog (78 procent). Avrinningsområdet har 0,28 kvadratkilometer vattenytor vilket ger det en sjöprocent på 6,7 procent.

## Fisk
Vid provfiske har följande fisk fångats i sjön:
- Abborre
- Gärs
- Gädda
- Lake
- Mört
- Nors